# Base (química)
Una base o álcali (del árabe: al-qaly القلي ,القالي, 'ceniza') es una sustancia que presenta propiedades alcalinas. En primera aproximación, sustancia que en disolución acuosa aporta iones {\displaystyle {\ce {OH-}}} al medio. Un ejemplo claro es el hidróxido de potasio, de fórmula KOH: {\displaystyle {\ce {KOH_{(aq)}\longrightarrow {K^{+}}_{(aq)}+{OH^{-}}_{(aq)}}}}
Los conceptos de base y ácido son contrapuestos. Para medir la basicidad (o alcalinidad) de un medio acuoso se utiliza el concepto de pOH, que se complementa con el de pH, de forma tal que {\displaystyle pH+pOH=pK_{w}}, ({\displaystyle K_{w}} en CNPT es igual a {\displaystyle 10^{-14}}). Por este motivo, está generalizado el uso de pH tanto para ácidos como para bases.

## Distintas definiciones de base
La definición inicial corresponde a la formulada en 1887 por Svante August Arrhenius. La teoría ácido-base de Brønsted-Lowry, formulada por Brønsted y Lowry en 1923, dice que una sustancia alcalina es aquella capaz de aceptar un protón (H+). Esta definición engloba la anterior: en el ejemplo anterior, el KOH al disociarse en disolución de iones OH−, que son los que actúan como base al poder aceptar un protón. Esta teoría también se puede aplicar en disolventes no acuosos.
Lewis en 1923 amplió aún más la definición de ácidos y bases, aunque esta teoría no tendría repercusión hasta años más tarde. Según la teoría de Lewis una base es aquella sustancia que puede donar un par de electrones. El ion OH−, al igual que otros iones o moléculas como el NH3, H2O, etc., tienen un par de electrones no enlazantes, por lo que son bases. Todas las bases según la teoría de Arrhenius o la de Brønsted y Lowry son a su vez bases de Lewis.
- Ejemplos de bases de Arrhenius: {\displaystyle {\ce {NaOH}}}, {\displaystyle {\ce {KOH}}}, {\displaystyle {\ce {Al(OH)3}}}
- Ejemplos de bases de Brønsted y Lowry: {\displaystyle {\ce {NH3}}}, {\displaystyle {\ce {S^2-}}}, {\displaystyle {\ce {HS-}}}.

Algunas de las propiedades generales de las bases son:
- Al trato de los dedos, dan una sensación de viscosidad o jabonosa, debido a la saponificación de los lípidos en la piel humana.
- Cuando se presentan en una elevada concentración, o son bases fuertes, son cáusticas, corrosivas de la materia orgánica, y reaccionan violentamente con las sustancias ácidas.
- Se disuelven en agua y, al hacerlo, se disocian en iones y son sustancias conductoras de la electricidad.
- Con los indicadores reaccionan de la siguiente manera: vuelven moratón el papel de tornasol y en la prueba de la fenolftaleína aparece el color rosa.
- Son cáusticos.

### Teoría ácido-base de Arrhenius
El químico sueco Svante August Arrhenius propuso una teoría de la disociación electrolítica en 1887 que indicaba que los electrólitos, en disolución acuosa o husos, se disocian parcialmente en iones cargados eléctricamente.
Los electrólitos se clasifican en ácidos, bases y sales. Según Arrhenius, en concreto, las bases son sustancias que en disolución acuosa dan aniones hidroxilo, OH-, esto es, contienen uno o más grupos hidroxilo que pueden ser sustituidos por radicales ácidos negativos para formar sales. Por ejemplo: 
```

  

    

      

        

          
NaOH

          
⟶

          

            
Na

            

              
+

            

          

          
+

          

            
OH

            

              
−

            

          

        

      

    

    
{\displaystyle {\ce {NaOH -> Na+ + OH-}}}

  

```

- Ejemplos de bases de Arrhenius: hidróxido sódico (NaOH), hidróxido de potasio (KOH), hidróxido de aluminio (Al(OH)3).

### Brønsted y Lowry
El químico danés Johannes Nicolaus Brønsted y el inglés Thomas Martin Lowry, en 1923, publicaron de forma independiente, una teoría sobre el comportamiento de los ácidos y de las bases que superaba la vigente, en aquellos años, teoría ácido-base de Arrhenius, puesto que podía aplicarse a cualquier tipo de disolvente mientras que la de Arrhenius solo podía emplearse por disoluciones acuosas. Según esta nueva teoría, un ácido es una sustancia que puede ceder protones, y una base es una sustancia que puede aceptar. Un ácido y una base son conjugados cuando están relacionados por la ecuación:
{\displaystyle Acido\rightleftharpoons H^{+}+Base}
Como ejemplos tenemos:
{\displaystyle {\ce {CH3COOH <=> H+ + CH3COO-}}}
{\displaystyle {\ce {NH4+ <=> H+ + NH3}}}
{\displaystyle {\ce {HCO3- <=> H+ + CO3^2-}}}
Los ácidos y las bases pueden ser iones o moléculas neutras. Si esté en cuenta la solvatación del protón, H+, por parte del disolvente, la relación entre parejas conjugadas en disolución acuosa es: 
{\displaystyle {\ce {A + H2O <=> H3O+ + B}}}
en este caso el agua actúa como un aceptor de protones, es decir, como una base. El cambio se puede generalizar así: 

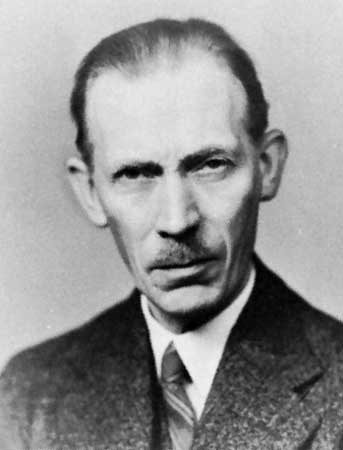
Johannes Nicolaus Brønsted
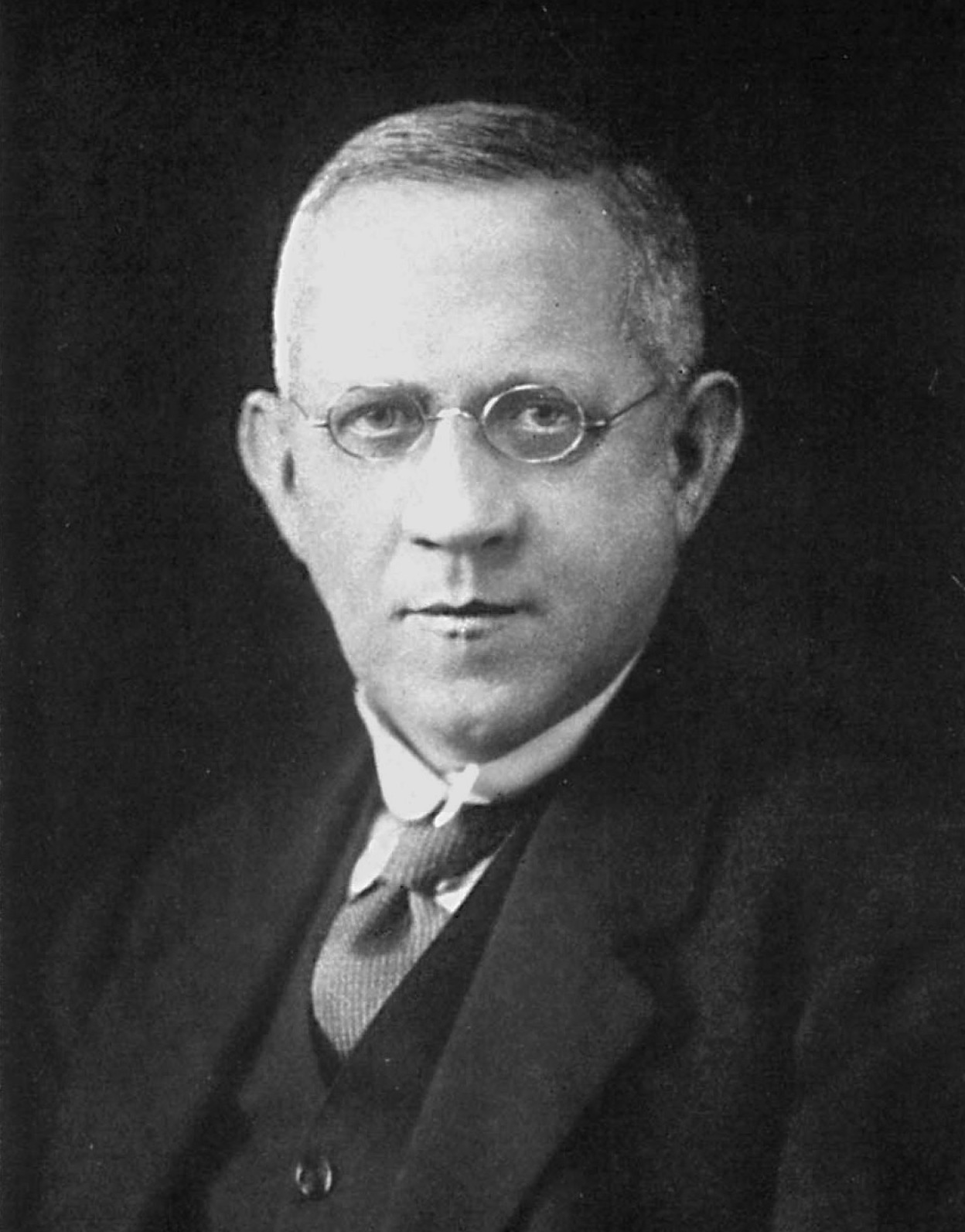
Thomas Martin Lowry

donde el ácido 1 es conjugado en la base 1 y el ácido 2 lo está en la base 2. Hay que observar que el agua puede actuar como ácido o cómo base.
- Ejemplos de la teoría de bases de Brønsted y Lowry: amoníaco (NH3), S2-, HS-.

### Teoría ácido-base de Lewis
La teoría de Brønsted y Lowry no es suficientemente amplia para comprender todos los casos de comportamiento ácido o básico de las sustancias, puesto que es limitado a las reacciones con intercambio de protones. Hay sustancias que no tienen hidrógeno y tienen comportamiento ácido, por ejemplo el dióxido de carbono, CO2, o el trióxido de azufre, SO3, se comportan como ácidos, puesto que en presencia de óxidos básicos, como por ejemplo el óxido de calcio, CaO, o el óxido de sodio, Na2O, en ausencia de disolvente y, por lo tanto, sin transferencia de protones, reaccionan para formar sales, el carbonato de sodio, CaCO3 o el sulfato de sodio, Na2SO4,por ejemplo. Las reacciones podemos representarlas con las siguientes ecuaciones químicas:
{\displaystyle {\ce {CO2 + CaO <=> CaCO3}}}
{\displaystyle {\ce {SO3 + Na2O <=> Na2SO4}}}
Del mismo modo la reacción entre el cloruro de tionilo, Cl2SO, y el sulfito de potasio, K2SO3, disueltos en dióxido de azufre líquido, reaccionan según la ecuación: 
{\displaystyle {\ce {2Cl- + SO^2+ + SO3^2- + 2K+ <=> 2Cl- + 2K+ + SO2}}}
que tampoco incluye protólisis, es a la reacción en disolución acuosa entre la ácido clorhídrico, HCl, y el hidróxido de sodio, NaOH, que sí que se puede explicar con la teoría de Brønsted y Lowry:
{\displaystyle {\ce {Cl- + H3O+ + Na+ + OH- <=> Cl- + Na+ + 2H2O}}}
Estas reacciones implican la cesión parcial, intermediando enlace covalente dativo, de una pareja de electrones de un átomo de oxígeno a otro átomo.
Estos hechos llevaron a Gilbert Newton Lewis a enunciar en 1923 y a desarrollar en 1938 una teoría más general de ácido y bases, en la cual se define que:
- Un ácido es toda sustancia, molecular o iónica, que puede aceptar una pareja de electrones.
- Una base es toda sustancia que puede ceder una pareja de electrones.

La teoría de Lewis no proporciona, pero, una estimación cuantitativa de la reacción de las bases con los ácidos. Por este motivo, se acostumbra a aplicar una evaluación cualitativa conocida como Teoría ácido-base dura-blanda de Pearson (conocida con las siglas HSAB), que describe como los ácidos blandos reaccionan más rápidamente y forman enlaces más fuertes con bases blandas, mientras que los ácidos duros reaccionan más rápido y forman enlaces más fuertes con bases duras, manteniéndose iguales todos los otros factores. La clasificación al trabajo original estaba basada en las constantes de equilibrio para las reacciones de dos bases de Lewis compitiendo por un ácido de Lewis.
| Bases duras                                                                                          | Bases intermedias                       | Bases blandas                                      |
| --- | --------------------------------------- | -------------------------------------------------- |
| OH-, RO-, F-, Cl-, RCOO-, NO3-, NH3, RNH2, H2O, ROH, SO42-, CO32-, R2O, NR2-, NH2-                   | Br-, C6H5NH2, NO2-, C5H5N               | RS-, RSH, I-, H-, R3C-, alqueno, C6H6, R3P, (RO)3P |
| Ácidos duros                                                                                         | Ácidos intermedios                      | Ácidos blandos                                     |
| H+, Li+, Na+, K+, Mg2+, Ca2+, Al3+, Cr3+, Fe3+, BF3, B(OR)3, AlR3, AlCl3, SO3, BF3, RCO+, CO2, RSO2+ | Cu2+, Fe2+, Zn2+, SO2, R3C+, C6H5+, NO+ | Ag+, Cu+, Hg2+, RS+, I+, Br+, Pb2+, BH3, carbeno   |

Los ácidos duros y las bases duras tienden a tener:
- radio iónico/atómico pequeños
- estado de oxidación alto
- polarizabilidad baja
- electronegatividad alta
- HOMO de baja energía, en el caso de las bases, y LUMO de alta energía, en el caso de los ácidos.[12]

## Propiedades de las bases
Finalmente, según Boyle, bases son aquellas sustancias que presentan las siguientes propiedades:
- Poseen un sabor amargo característico.
- Sus disoluciones conducen la corriente eléctrica.
- Cambian el papel tornasol rojo en azul.
- La mayoría son irritantes para la piel (cáusticos) ya que disuelven la grasa cutánea. Son destructivos en distintos grados para los tejidos humanos. Los polvos, nieblas y vapores provocan irritación respiratoria, de piel, ojos, y lesiones del tabique de la nariz.
- Tienen un tacto jabonoso.
- Son solubles en agua (sobre todo los hidróxidos)...
- Reaccionan con ácidos formando sal y agua.[13]

## Formación de una base
Una base se forma cuando un óxido metálico reacciona con agua (hidrólisis):
{\displaystyle {\rm {MgO+H_{2}O\rightarrow Mg(OH)_{2}\,}}}
igual es:
{\displaystyle {\rm {Al_{2}O_{3}+3H_{2}O\rightarrow 2Al(OH)_{3}\,}}}

## Nomenclatura de bases
Para crear una base usando diversas nomenclaturas para ellas tomadas a partir de los nombres de los elementos y juntándolos con un ion hidroxilo (OH), tomando el número de valencia del elemento y combinarlos (cambiándolos de posición) como se muestra en la tabla:
| Fórmula | Tradicional       | Stock                   | IUPAC                |
| ------- | ----------------- | ----------------------- | -------------------- |
| CuOH    | Hidróxido cuproso | Hidróxido de cobre (I)  | Hidróxido de cobre   |
| Cu(OH)2 | Hidróxido cúprico | Hidróxido de cobre (II) | Dihidróxido de cobre |

Cuando un elemento tiene más de dos valencias no se le pone nomenclatura tradicional. Al usar la menor valencia, el elemento termina en oso y cuando se usa la mayor termina en ico. En la nomenclatura IUPAC se le va a dar una conformación de prefijos al elemento según su valencia usada (Mono, Di, Tri, Tetra, Penta, Hexa, etc) junto con la terminación -hidroxi u -oxidrilo que es el ion OH con carga −1  ({\displaystyle {\ce {OH-}}}).

## Ejemplos de bases
Algunos ejemplos de bases son:

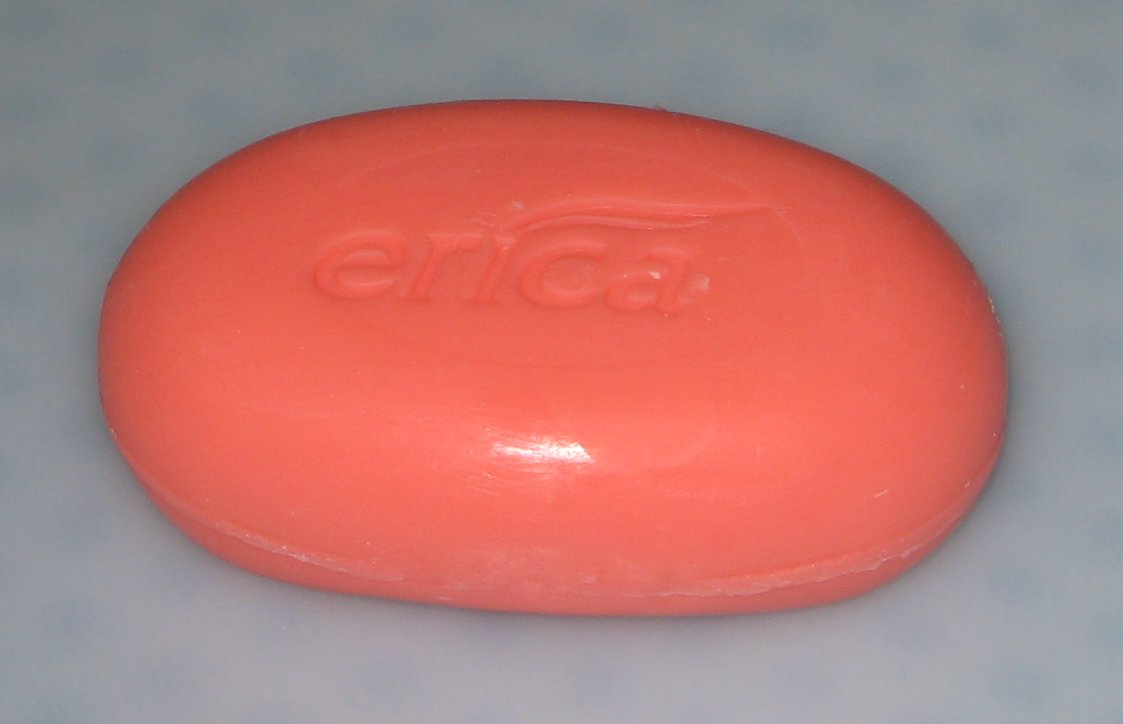
El jabón es una base.

- Soda cáustica o sosa cáustica (NaOH, hidróxido de sodio)
- Leche de magnesia (Mg(OH)2, hidróxido de magnesio)
- El cloro de piscina (NaClO, hipoclorito de sodio)
- Antiácidos en general (ejemplo: Al(OH)3, hidróxido de aluminio)
- Productos de limpieza
- Amoníaco (NH3)
- Jabón y detergentes
- Bicarbonato de sodio (NaHCO3)

## Bases y pH
El pH de una muestra acuosa es una medida de su acidez. En el agua pura, aproximadamente uno de cada diez millones de moléculas de disociar en iones de oxoni (H3O+) y los iones de hidróxido (OH-), de acuerdo con la siguiente ecuación:
{\displaystyle {\ce {2H2O <=> H3O+ + OH-}}}
La concentración, medida en molaridad (M o moles por dm³), de la cual se indica como iones [H3O+] y [OH−], y su producto es la constante de disociación del agua y tiene el valor 10−7 M. El pH se define como −log [H3O+], por lo cual el agua pura tiene un pH de 7. Estos números son correctos a 23 °C y son ligeramente diferentes a otras temperaturas.
Una base acepta (saca) hydronium iones (H3O+) de la solución, o mujer de los iones de hidróxido (OH−) a la solución. Ambas acciones se baja la concentración de iones hydronium y, por lo tanto, aumentar el pH. Por el contrario, un ácido da iones H3O+ a la solución o lo acepta OH−, por lo tanto, un descenso de pH.
Por ejemplo, si 1 mol de hidróxido de sodio (40 g) se disuelve en agua para hacer 1 litro de solución, la concentración de los iones de hidróxido se convierte en [[OH−]] = 1 mol/L. Por lo tanto [H+] = 10−14 mol/L, i pH = −log 10−14 = 14. Tened en cuenta que en este cálculo, se supone que la actividad es equivalente a la concentración, que no es realista en las concentraciones de más de 0.1 mol dm−3.
La base de la disociación o constando Kb es una medida de basicidad. PKB es la negativa de registro de Kb y los relativos a la de los valores de pKa por la simple relación de los valores de pKa + pKb = 14.
La alcalinidad es una medida de la capacidad de una solución para neutralizar los ácidos a la equivalencia de puntos de carbonatos o hidrogenocarbonados.

## Neutralización de bases
Cuando se disuelve en el agua una base fuerte, como el hidróxido de sodio, esta se disocia totalmente, liberando un ion hidróxido. En este caso en los iones sodio e hidróxido:
{\displaystyle {\ce {NaOH -> Na+ + OH-}}}
Del mismo modo, si se disuelve en agua un ácido también se disocia; por ejemplo, al disolver el cloruro de hidrógeno (ácido clorhídrico) se forman hidrogeniones e iones cloruro:
{\displaystyle {\ce {HCl -> H+ + Cl-}}}
Por consiguiente, si  las dos soluciones con los iones disociados se mezclan, los iones H+ y los iones OH− se combinan para formar moléculas de agua:
{\displaystyle {\ce {H+ + OH- -> H2O}}}
Si se disuelven las mismas cantidades molares de hidróxido de sodio y de ácido clorhídrico, la base y el ácido se neutralizan de manera exacta, dejando solo NaCl (sal común) y agua. De forma general se puede decir que:
| ácido + base → sal + agua |

Para neutralizar los derramamientos de cualquier ácido se tienen que utilizar bases débiles, como por ejemplo el bicarbonato de sodio. Si se intenta neutralizar el derramamiento de un ácido con una base fuerte como el hidróxido de sodio o el hidróxido de potasio, se puede provocar una violenta reacción exotérmica y la acción de la misma base puede causar tanto de mal como el derramamiento de ácido.

## Alcalinidad de los no-hidróxidos
No todas las bases químicas son hidróxidos. Según las teorías de Brønsted y Lowry y la de Lewis existen sustancias con propiedades básicas sin que necesariamente aporten iones OH-. Existen numerosos ejemplos, algunos muy conocidos como el amoniaco o el carbonato sódico (sosa), que son bases, aunque ninguna de estas sustancias contienen grupos OH-.  Ambos compuestos aceptan H+ cuando se disuelven en el agua:
{\displaystyle {\ce {Na2CO3 + H2O -> 2Na+ + HCO3- + OH-}}}
{\displaystyle {\ce {NH3 + H2O -> NH4+ + OH-}}}
El carbono puede actuar como base, y también el nitrógeno y el oxígeno. Esto sucede habitualmente en compuestos como butilo de litio, alcóxidos y amidas de metales, como la almida de sodio. Las bases de carbono, nitrógeno y oxígeno sin la resonancia estabilizada suelen ser muy fuertes; se denominan superbases, y no pueden existir en una solución de agua debido a la misma acidez del agua. La estabilización de la resonancia, pero, lo permite en bases más débiles como los carboxilatos; por ejemplo, el acetato de sodio es una base débil.

## Bases fuertes y débiles

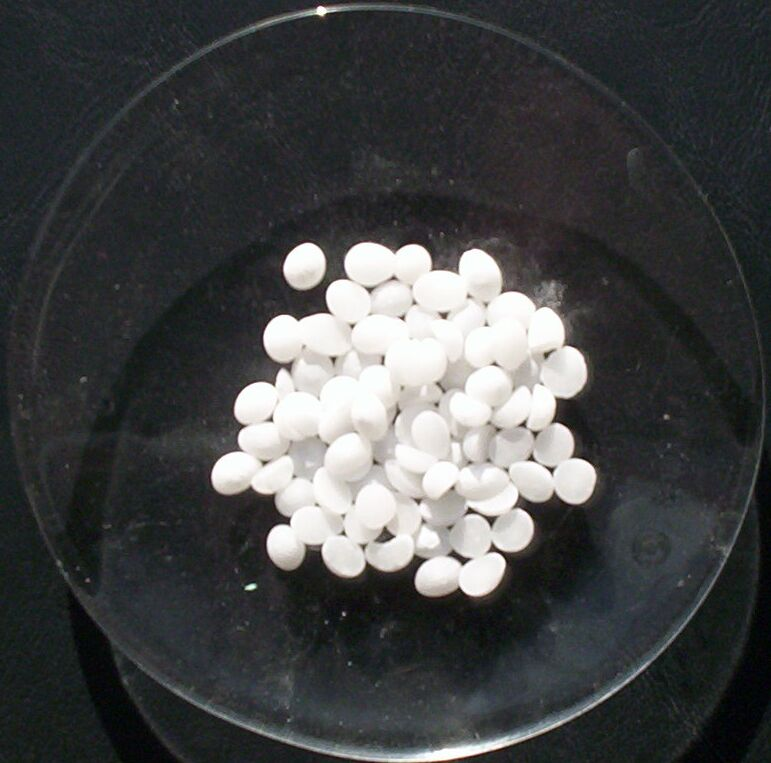
Hidróxido de potasio (KOH)

Una base fuerte es la que se disocia completamente en el agua, es decir, aporta el máximo número de iones OH-. Por ejemplo, el hidróxido de potasio es una base fuerte y por consiguiente.
{\displaystyle {\ce {KOH -> K+ + OH-}}} (en disolución acuosa)
La teoría de Bronsted - Lowry cuantifica la fuerza de las bases, es decir, su capacidad para escindir un protón del ácido. Se mide mediante la constante Kb - la constante de equilibrio de la reacción con la base de ácido de comparación. Cuanto mayor sea la constante de basicidad, más grande será la fuerza de la base y más grande es su capacidad para escindir los protones. Habitualmente la constante de basicidad se expresa como el índice de basicidad constantes pKb. Por ejemplo, el amoníaco como una base de Bronsted puede ser descrito:
{\displaystyle K_{b}={\frac {[{\mathsf {NH_{4}^{+}}}]\cdot [{\mathsf {OH^{-}}}]}{[{\mathsf {NH_{3}}}]}}=1{,}79\cdot 10^{-5};}
Para bases polibásicas se pueden obtener varios valores de las constantes de disociación Kb1, Kb2, etc Por ejemplo, un ion fosfato puede estar protonado tres veces
{\displaystyle {\mathsf {HPO_{4}^{2-}+H_{2}O}}\rightleftharpoons {\mathsf {H_{2}PO_{4}^{-}+OH^{-}}};K_{\mathrm {b2} }={\frac {[{\mathsf {H_{2}PO_{4}^{-}}}]\cdot [{\mathsf {OH^{-}}}]}{[{\mathsf {HPO_{4}^{2-}}}]}}=1{,}58\cdot 10^{-7};}
La potencia de la base también se puede caracterizar por la constante de acidez de su ácido conjugado Ka (BH+), donde la basicidad del producto es constante Kb por una constante Ka (BH+), el producto iónico del agua para soluciones acuosas, y la constante de autoprotólisis del disolvente general.
{\displaystyle {K_{a}\mathrm {(NH_{4}^{+})} }\cdot {K_{b}\mathrm {(NH_{3})} }=K_{w}=1\cdot 10^{-14};}
Otros ejemplos de bases fuertes son los hidróxidos de los metales alcalinos y las tierras alcalinas:
- Hidróxido de potasio (KOH) o potasa cáustica
- Hidróxido de bario (Ba(OH)2)
- Hidróxido de cesio (CsOH)
- Hidróxido de sodio (NaOH) o sosa cáustica
- Hidróxido de estroncio (Sr(OH)2)
- Hidróxido de calcio (Ca(OH)2), también conocido como cal muerta o cal apagada
- Hidróxido de litio (LiOH)
- Hidróxido de rubidio (RbOH)
- Hidróxido de magnesio (Mg(OH)2)

Una base débil también aporta iones OH−
 al medio, pero está en equilibrio el número de moléculas disociadas con las que no lo están.
{\displaystyle {\ce {Al(OH)3 <=> Al^3+ + 3OH-}}}
En este caso, el hidróxido de aluminio está en equilibrio (descomponiéndose y formándose continuamente) con los iones que genera. La constante de basicidad (Kb) de una base indica su grado de disociación.
Dada una base genérica B, al disolverla en agua se obtiene su ácido conjugado BH+:
{\displaystyle {\ce {B + H2O <=> BH+ + OH-}}}
Y será válida la siguiente ecuación (solo por bases débiles), que relaciona la concentración con la constante de basicidad;
{\displaystyle {\mbox{Kb}}={[{\mbox{BH}}^{+}]\cdot [{\mbox{OH}}^{-}] \over [{\mbox{B}}]}}

## Superbases

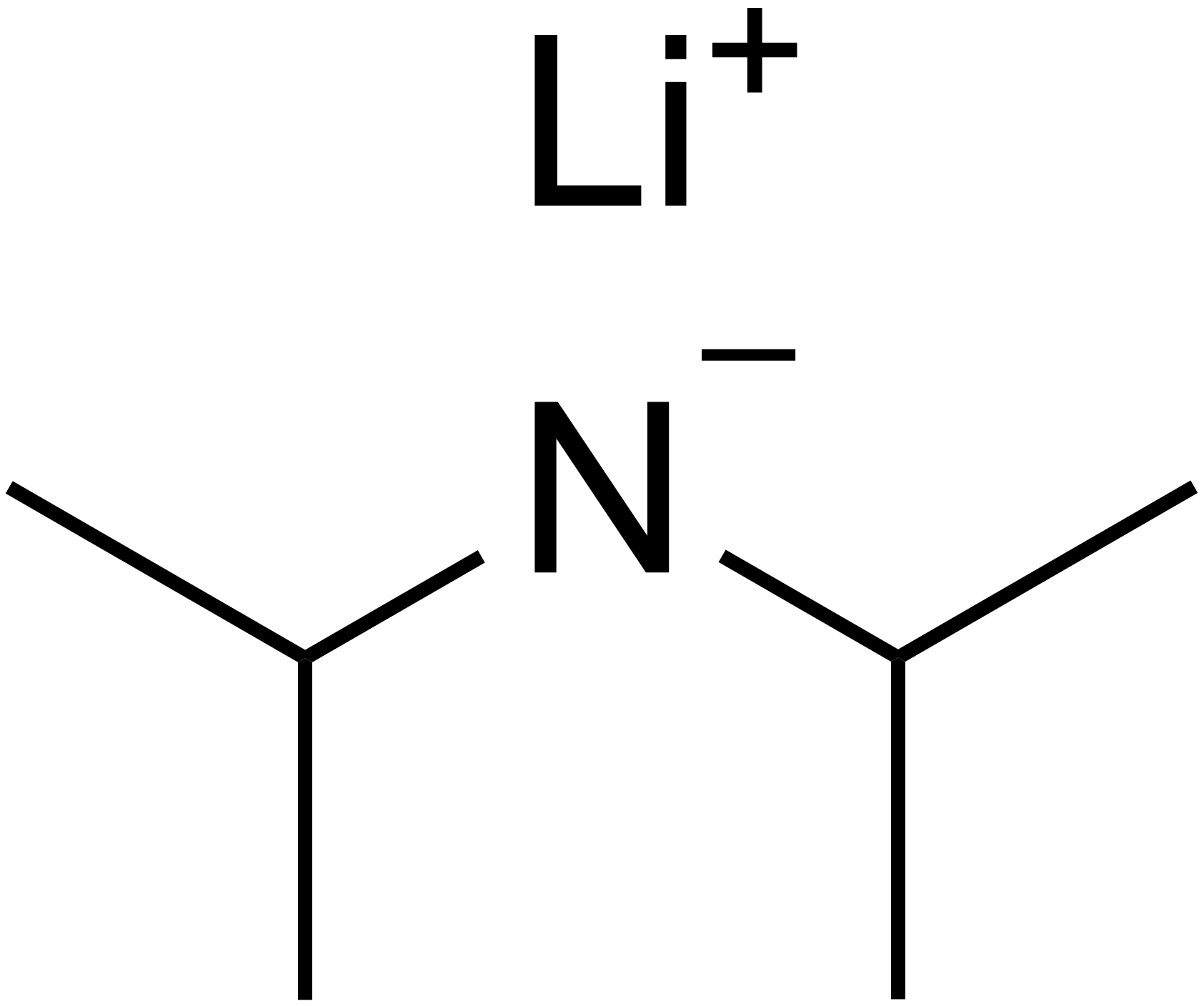
Diisopropilamida de litio

Las sales del grupo 1 de carbaniones, amidas y hidruros tienden a ser unas bases todavía más fuertes debido a la extrema debilidad de sus ácidos conjugados, que son hidrocarburos, aminas y dihidrógenos, respectivamente. Normalmente, estas bases se crean añadiendo metales alcalinos puros –tales como el sodio– al ácido conjugado. Se denominan superbases y no es posible mantenerlas en disolución acuosa debido al hecho que son bases más fuertes que el ion hidróxido, por lo cual desprotonan el agua del ácido conjugado. Por ejemplo, el ion etòxid (base conjugada del etanol) en presencia de agua experimenta la siguiente reacción:
CH
3CH
2O−
 + H
2O → CH
3CH
2OH + OH−

Algunas superbases son:
- N-butilo-litio (n-BuLi)
- Diisopropilamida de litio (C
6H
14LiN)
- Dietilamida de litio
- Amida de sodio (NaNH2)
- Hidruro de sodio (NaH)
- Bis(trimetilsilil)amida de litio (((CH
3)
3Si)
2NLi)

## Bases como catalizadores
Las sustancias básicas se pueden utilizar como catalizadores heterogéneos de solubilidad insolubles de reacciones químicas. Algunos ejemplos son los óxidos metálicos como por ejemplo el óxido de magnesio, el óxido de calcio, y el óxido de bario, así como el fluoruro de potasio en alúmina y algunas zeolitas. Muchos metales de transición hacen de buenos catalizadores, muchos de los cuales forman sustancias básicas. Algunos catalizadores básicos se han utilizado para hidrogenaciones, la migraciones de doble enlace, en la reducción de Meerwein-Ponndorf-Verley, la reacción de Michael, y otras muchas reacciones.